# Picado de bielas

Animación mostrando un pistón sometido a picado de bielas

El picado de bielas y/o autoencendido es el daño producido en las bielas del motor cuando se produce la explosión de la mezcla antes de lo debido causada por relación de compresión alta, gasolina de bajo octanaje, uso de turbocompresor, demasiado avance del encendido o depósitos de hollín que se forman dentro del motor.
En el ciclo de cuatro tiempos la expansión de la explosión de mezcla de carburante debe alcanzar al pistón cuando este esté en el punto muerto superior o un poco después. Si se produce la explosión antes, durante el periodo de compresión, la explosión tenderá a frenar el motor en vez de ayudar a su giro normal. Este efecto se percibe como un golpeteo metálico de canicas, y una vibración como si el motor se parara en seco durante un instante y siguiese girando. A veces se percibe como pequeñas explosiones o golpes durante el funcionamiento del motor, sin llegar a ser muy fuertes.
Normalmente, es más apreciable con el motor frío, cuando se acelera fuerte y a bajas revoluciones por minuto.
El golpeteo al cabo del tiempo, puede estropear el motor y envejecerlo, pudiendo llegar a producir una avería grave que requiere abrir el motor.
Las causas del picado de bielas o la formación de depósitos de carbonilla puede ser debida a:
- Consumo excesivo de aceite y el uso de aceites minerales.
- Hacer funcionar al motor en frío, sin que este suficiente tiempo caliente. Durante trayectos cortos, por ejemplo.
- Utilizar habitualmente un motor potente muy por debajo de sus posibilidades. Cuando a un motor potente se le pide potencias altas de vez en cuando, se consigue que la cámara de combustión se caliente más y queme los restos de carbonilla. Si no se utiliza toda la potencia de vez cuando se pueden formar carbonilla, ver infrautilización.
- Bujías inadecuadas y/o incompatibles.

Para solucionarlo se puede utilizar un aditivo químico para el combustible, hacerle un trayecto a un ritmo fuerte o, como solución temporal mientras se busca otra más definitiva, echarle gasolina con un octanaje mayor. La solución definitiva sería levantar la culata y limpiar toda la carbonilla. La mejora será inmediata y notable, aunque lo más recomendable siempre será sustituir el motor por uno nuevo o en mejor estado, ya que además de solucionar el problema, se obtendrá un motor más eficiente, que tardará más tiempo en generar carbonilla.
Los aditivos para el combustible se aconseja que se utilicen con el depósito algo vacío, para que la concentración sea mayor.
La solución de poner a correr el coche para que se queme la carbonilla, se debe hacer con un poco de cuidado. Se debe evitar acelerar tanto como para que se noten los golpes. Progresivamente irá mejorando y se le podrá pedir más potencia. Tampoco se debe acelerar mucho cuando está frío. Se nota porque golpetea más cuando se le acelera. Según se caliente el coche responderá mejor. Es útil en este caso que el coche consuma gasolina con alto octanaje durante este trayecto. Se consigue que el motor sufra menos, y se le puede pedir más potencia para quemar mejor la carbonilla.